# Championnat d'Australie de football 2021-2022
Navigation
Édition précédente Édition suivante
La saison 2021-2022 de A-League est la quarante sixième édition du championnat d'Australie de football, la dix-septième sous cette appellation. Le premier niveau du football australien compte douze franchises (onze australiennes et une néo-zélandaise). La saison régulière se joue en une série de vingt-six rencontres jouées entre le 19 novembre 2021 et le 1er mai 2022. À la fin de cette première phase, les six premiers du classement disputent les Finals series pour remporter le titre.
Les huit premiers de la saison régulière se qualifient également pour les 16e de finale de la Coupe d'Australie, les quatre derniers jouent un barrage entre eux pour déterminer les deux clubs de première division qui participeront à la Coupe d'Australie (9e contre 12e et 10e contre 11e).
Le Melbourne City est le tenant du titre de champion d'Australie.

## Les 12 clubs participants

### Carte
| \| Adelaide United Brisbane Roar Central Coast Mariners Macarthur FC Melbourne City Melbourne Victory Newcastle Jets Perth Glory Sydney FC WS Wanderers Western United FC \| Les onze clubs australiens de l'édition 2021-2022. |
| Adelaide United Brisbane Roar Central Coast Mariners Macarthur FC Melbourne City Melbourne Victory Newcastle Jets Perth Glory Sydney FC WS Wanderers Western United FC                                                          |

| \| Wellington Phoenix \| Le club néo-zélandais de l'édition 2021-2022. |
| Wellington Phoenix                                                     |

### Les franchises
| Club                     | Ville                                       | État                   | Entraîneur           | Stade                                   | Capacité      |
| ------------------------ | ------------------------------------------- | ---------------------- | -------------------- | --------------------------------------- | ------------- |
| Adélaïde United          | Adélaïde                                    | Australie-Méridionale  | Carl Veart           | Hindmarsh Stadium Adelaide Oval         | 17 000 53 500 |
| Brisbane Roar            | Brisbane                                    | Queensland             | Warren Moon          | Suncorp Stadium                         | 52 000        |
| Central Coast Mariners   | Gosford                                     | Nouvelle-Galles du Sud | Nick Montgomery (en) | Central Coast Stadium                   | 20 000        |
| Macarthur                | Campbelltown, Sydney                        | Nouvelle-Galles du Sud | Ante Milicic         | Campbelltown Stadium                    | 20 527        |
| Melbourne City           | Melbourne                                   | Victoria               | Patrick Kisnorbo     | AAMI Park                               | 31 000        |
| Melbourne Victory        | Melbourne                                   | Victoria               | Tony Popović         | AAMI Park                               | 31 000        |
| Newcastle United Jets    | Newcastle                                   | Nouvelle-Galles du Sud | Arthur Papas (en)    | Hunter Stadium                          | 26 000        |
| Perth Glory              | Perth                                       | Australie-Occidentale  | Richard Garcia       | nib Stadium                             | 20 000        |
| Sydney                   | Sydney                                      | Nouvelle-Galles du Sud | Steve Corica         | Sydney Football Stadium                 | 45 000        |
| Wellington Phoenix       | Wollongong, NSW, Australie (provisoirement) | Nouvelle-Zélande       | Ufuk Talay           | WIN Stadium Wellington Regional Stadium | 23 000 34 500 |
| Western Sydney Wanderers | Sydney                                      | Nouvelle-Galles du Sud | Carl Robinson        | Parramatta Stadium                      | 21 000        |
| Western United           | Geelong                                     | Victoria               | John Aloisi          | Kardinia Park                           | 36 000        |

## Compétition

### Phase régulière

#### Classement
Les équipes sont classées selon leur nombre de points, lesquels sont répartis comme suite : trois points pour une victoire, un point pour un match nul, zéro point pour une défaite et zéro point en cas de forfait. Pour départager les égalités, les critères suivants sont utilisés
1. Différence de buts générale
2. Nombre de buts marqués
3. Face-à-face
4. Différence de buts lors des face-à-face
5. Tirage au sort

| Rang | Équipe                   | Pts | J  | G  | N | P  | Bp | Bc | Diff |
| ---- | ------------------------ | --- | -- | -- | - | -- | -- | -- | ---- |
| 1    | Melbourne CityT          | 49  | 26 | 14 | 7 | 5  | 55 | 33 | +22  |
| 2    | Melbourne Victory        | 48  | 26 | 13 | 9 | 4  | 42 | 25 | +17  |
| 3    | Western United           | 45  | 26 | 13 | 6 | 7  | 40 | 30 | +10  |
| 4    | Adelaide United          | 43  | 26 | 12 | 7 | 7  | 38 | 31 | +7   |
| 5    | Central Coast Mariners   | 42  | 26 | 12 | 6 | 8  | 49 | 35 | +14  |
| 6    | Wellington Phoenix       | 39  | 26 | 12 | 3 | 11 | 34 | 49 | -15  |
| 7    | Macarthur FC             | 33  | 26 | 9  | 6 | 11 | 38 | 47 | -9   |
| 8    | Sydney FC                | 31  | 26 | 8  | 7 | 11 | 37 | 44 | -7   |
| 9    | Newcastle United Jets    | 29  | 26 | 8  | 5 | 13 | 45 | 43 | +2   |
| 10   | Western Sydney Wanderers | 27  | 26 | 6  | 9 | 11 | 30 | 38 | -8   |
| 11   | Brisbane Roar            | 26  | 26 | 7  | 5 | 14 | 29 | 39 | -10  |
| 12   | Perth Glory              | 18  | 26 | 4  | 6 | 16 | 20 | 43 | -23  |

|  | Qualifié pour la Ligue des champions 2023-2024                                                |
|  | Qualifié pour la Coupe de l'AFC 2023-2024                                                     |
|  | Qualification 1er tour aux Séries finales et seizièmes de finale de la Coupe d'Australie 2022 |
|  | Qualification pour les seizièmes de finale de la Coupe d'Australie 2022                       |
|  | T : Tenant du titre C : Vainqueur de la Coupe d'Australie                                     |

#### Résultats
| Domicile \ Extérieur     | MCY | WUN | MVC | WEL | ADE | CCM | MAC | SYD | NEW | WSW | BRI | PER | MCY | WUN | MVC | WEL | ADE | CCM | MAC | SYD | NEW | WSW | BRI | PER |
| ------------------------ | --- | --- | --- | --- | --- | --- | --- | --- | --- | --- | --- | --- | --- | --- | --- | --- | --- | --- | --- | --- | --- | --- | --- | --- |
| Melbourne City           |     | 0–1 | 2–2 | 2–1 | 1–2 | 3–2 | 3–1 | 4–0 | 3–0 | 3–3 | 2–1 | 1–0 |     |     | 1–1 |     |     |     |     |     |     |     |     | 2–2 |
| Western United FC        | 1–0 |     | 0–1 | 1–4 | 1–0 | 2–2 | 2–0 | 1–0 | 2–1 | 3–2 | 1–0 | 1–0 | 2–2 |     |     |     |     |     |     |     |     |     |     | 6–0 |
| Melbourne Victory        | 3–0 | 3–1 |     | 3–1 | 1–1 | 1–0 | 3–1 | 2–2 | 1–2 | 1–1 | 3–0 | 0–3 |     | 1–1 |     |     |     |     |     |     |     |     | 0–0 |     |
| Wellington Phoenix       | 0–6 | 2–1 | 1–0 |     | 1–1 | 2–1 | 3–1 | 1–1 | 3–2 | 0–2 | 3–0 | 2–1 |     |     |     |     |     | 0–4 |     |     |     | 1–0 |     |     |
| Adelaide United          | 2–2 | 2–1 | 1–2 | 4–0 |     | 2–1 | 1–0 | 1–2 | 2–1 | 1–2 | 2–0 | 2–0 | 2–2 |     | 0–1 |     |     |     |     |     |     |     |     |     |
| Central Coast Mariners   | 1–3 | 1–0 | 1–1 | 5–0 | 3–0 |     | 3–3 | 2–0 | 2–0 | 2–0 | 2–1 | 1–1 |     |     |     |     |     |     | 4–2 | 0–5 |     |     |     |     |
| Macarthur FC             | 0–1 | 2–2 | 1–4 | 1–1 | 4–1 | 1–0 |     | 0–3 | 2–1 | 3–1 | 2–1 | 4–2 |     |     |     |     |     |     |     |     | 0–3 | 1–1 |     |     |
| Sydney FC                | 1–2 | 1–1 | 1–4 | 2–1 | 2–3 | 3–2 | 0–1 |     | 2–2 | 3–2 | 1–1 | 1–2 |     | 3–0 |     |     |     |     | 2–2 |     |     |     |     |     |
| Newcastle United Jets    | 2–4 | 1–1 | 1–2 | 4–0 | 1–2 | 1–2 | 2–2 | 2–0 |     | 1–0 | 2–1 | 6–1 |     |     |     | 4–0 |     | 2–4 |     |     |     |     |     |     |
| Western Sydney Wanderers | 1–3 | 0–1 | 2–0 | 1–2 | 0–0 | 2–2 | 0–2 | 0–0 | 2–2 |     | 1–1 | 1–0 |     |     |     |     |     |     |     | 2–0 | 3–2 |     |     |     |
| Brisbane Roar            | 1–2 | 2–3 | 1–1 | 2–1 | 0–0 | 0–2 | 3–1 | 3–1 | 2–0 | 3–0 |     | 1–0 |     |     |     | 0–3 | 1–3 |     |     |     |     |     |     |     |
| Perth Glory              | 2–0 | 0–2 | 0–1 | 0–1 | 1–1 | 0–0 | 0–1 | 0–2 | 0–0 | 1–1 | 2–0 |     |     |     |     |     | 1–2 |     |     |     |     |     | 1–4 |     |

### Phase finale

#### Tableau
|  | Quarts de finale | Quarts de finale       | Quarts de finale  | Quarts de finale  |                |                | Demi-finales | Demi-finales | Demi-finales | Demi-finales |  |  | Finale | Finale | Finale | Finale |
|  |                  |                        |                   |                   |                |                |              |              |              |              |  |  |        |        |        |        |
|  |                  |                        |                   |                   |                |                |              |              |              |              |  |  |        |        |        |        |
|  |                  |                        |                   |                   |                |                |              |              |              |              |  |  |        |        |        |        |
|  |                  |                        |                   |                   |                |                |              |              |              |              |  |  |        |        |        |        |
|  |                  |                        |                   |                   |                |                |              |              |              |              |  |  |        |        |        |        |
|  |                  |                        |                   |                   |                |                |              |              |              |              |  |  |        |        |        |        |
|  | 1                | Adelaide United        | 0                 | 1                 |                |                |              |              |              |              |  |  |        |        |        |        |
|  | 1                | Adelaide United        | 0                 | 1                 |                |                |              |              |              |              |  |  |        |        |        |        |
|  |                  |                        | 6                 | Melbourne City    | 0              | 2              |              |              |              |              |  |  |        |        |        |        |
|  | 3                | Adelaide United        | 6                 | Melbourne City    | 0              | 2              | 3            | 3            |              |              |  |  |        |        |        |        |
|  | 3                | Adelaide United        |                   |                   |                |                |              | 3            |              |              |  |  |        |        |        |        |
|  | 6                | Central Coast Mariners | 1                 | 1                 |                |                |              |              |              |              |  |  |        |        |        |        |
|  | 6                | Central Coast Mariners | 1                 | 1                 | Melbourne City | Melbourne City | 0            | 0            |              |              |  |  |        |        |        |        |
|  |                  |                        |                   |                   | Melbourne City | Melbourne City | 0            | 0            |              |              |  |  |        |        |        |        |
|  |                  |                        | Western United FC | Western United FC | 2              | 2              |              |              |              |              |  |  |        |        |        |        |
|  |                  |                        |                   |                   | 2              | 2              |              |              |              |              |  |  |        |        |        |        |
|  |                  |                        |                   |                   |                |                |              |              |              |              |  |  |        |        |        |        |
|  |                  |                        |                   |                   |                |                |              |              |              |              |  |  |        |        |        |        |
|  | 2                | Western United FC      | 0                 | 4                 |                |                |              |              |              |              |  |  |        |        |        |        |
|  | 2                | Western United FC      | 0                 | 4                 |                |                |              |              |              |              |  |  |        |        |        |        |
|  |                  |                        | 5                 | Melbourne Victory | 1              | 1              |              |              |              |              |  |  |        |        |        |        |
|  | 4                | Western United FC      | 5                 | Melbourne Victory | 1              | 1              | 1            | 1            |              |              |  |  |        |        |        |        |
|  | 4                | Western United FC      |                   |                   |                |                |              | 1            |              |              |  |  |        |        |        |        |
|  | 5                | Wellington Phoenix     | 0                 | 0                 |                |                |              |              |              |              |  |  |        |        |        |        |
|  | 5                | Wellington Phoenix     | 0                 | 0                 |                |                |              |              |              |              |  |  |        |        |        |        |
|  |                  |                        |                   |                   |                |                |              |              |              |              |  |  |        |        |        |        |

#### Résultats

##### Finales des éliminations
| 14 mai 2022    | Western United FC | 1 - 0 | Wellington Phoenix | AAMI Park, Melbourne |
| 19h45 (UTC+10) |                   |       |                    |                      |

| 15 mai 2022      | Adelaide United | 3 - 1 | Central Coast Mariners | Cooper Stadium, Adélaïde |
| 15h35 (UTC+9:30) |                 |       |                        |                          |

##### Demi-Finales
| 18 mai 2022 | Adelaide United | 0 - 0 | Melbourne City | Cooper Stadium, Adélaïde |
| (UTC+10)    |                 |       |                |                          |

| 21-22 mai 2022 | Melbourne City | 2 - 1 a. p. | Adelaide United | AAMI Park, Melbourne |
| (UTC+10)       |                |             |                 |                      |

| 18 mai 2022 | Western United FC | 0 - 1 | Melbourne Victory | AAMI Park, Melbourne |
| (UTC+10)    |                   |       |                   |                      |

| 21-22 mai 2022 | Melbourne Victory | 1 - 4 | Western United FC | AAMI Park, Melbourne |
| (UTC+10)       |                   |       |                   |                      |

##### Grande Finale
| 29 mai 2022 | Melbourne City | 0 - 2 | Western United FC | AAMI Park, Melbourne |
| (UTC+10)    |                |       |                   |                      |

## Bilan de la saison
| Championnat d'Australie de football 2021-2022 |                               |
| Champion                                      | Western United FC (1er titre) |
| Dauphin                                       | Melbourne City                |
| Phase finale                                  | Melbourne City                |
| Melbourne Victory                             |                               |
| Western United FC                             |                               |
| Adélaïde United                               |                               |
| Central Coast Mariners                        |                               |
| Wellington Phoenix                            |                               |
| Qualifications continentales                  |                               |
| Ligue des champions de l'AFC 2023-2024        | Melbourne City                |
| Coupe de l'AFC 2023-2024                      | Melbourne Victory             |

## Parcours en coupes d'Asie

### Parcours continental des clubs
| Club                                                      | Compétition         | Résultat                                 | Ultime(s) adversaire(s) | Ultime(s) adversaire(s) | Ultime(s) adversaire(s) |
| --------------------------------------------------------- | ------------------- | ---------------------------------------- | ----------------------- | ----------------------- | ----------------------- |
| Melbourne City (Vainqueur de la Grande Finale 2021)       | Ligue des champions | Éliminé en la phase de groupe - Groupe G | Pathum United           | Jeonnam Dragons         | United City             |
| Melbourne Victory(Vainqueur de la Coupe d'Australie 2021) | Ligue des champions | Éliminé au tour du barrage               | Vissel Kobe             | Vissel Kobe             | Vissel Kobe             |
| Sydney FC                                                 | Ligue des champions | Éliminé en la phase de groupe - Groupe H | Yokohama F. Marinos     | Jeonbuk Hyundai Motors  | Hoàng Anh Gia Lai       |